# أم الباب
أم الباب قرية سعودية، تتبع مركز الجائزة في محافظة الليث بمنطقة مكة المكرمة.